# Galumna praeoccupata
Galumna praeoccupata är en kvalsterart som beskrevs av Subías 2004. Galumna praeoccupata ingår i släktet Galumna och familjen Galumnidae. Inga underarter finns listade i Catalogue of Life.